# 5747 Williamina
Az 5747 Williamina (ideiglenes jelölése 1991 CO3) a Naprendszer kisbolygóövében található aszteroida. Robert H. McNaught fedezte fel 1991. február 10-én.